# Pseudocomeron luzonicum
Pseudocomeron luzonicum là một loài bọ cánh cứng trong họ Cerambycidae.